# 山火拍

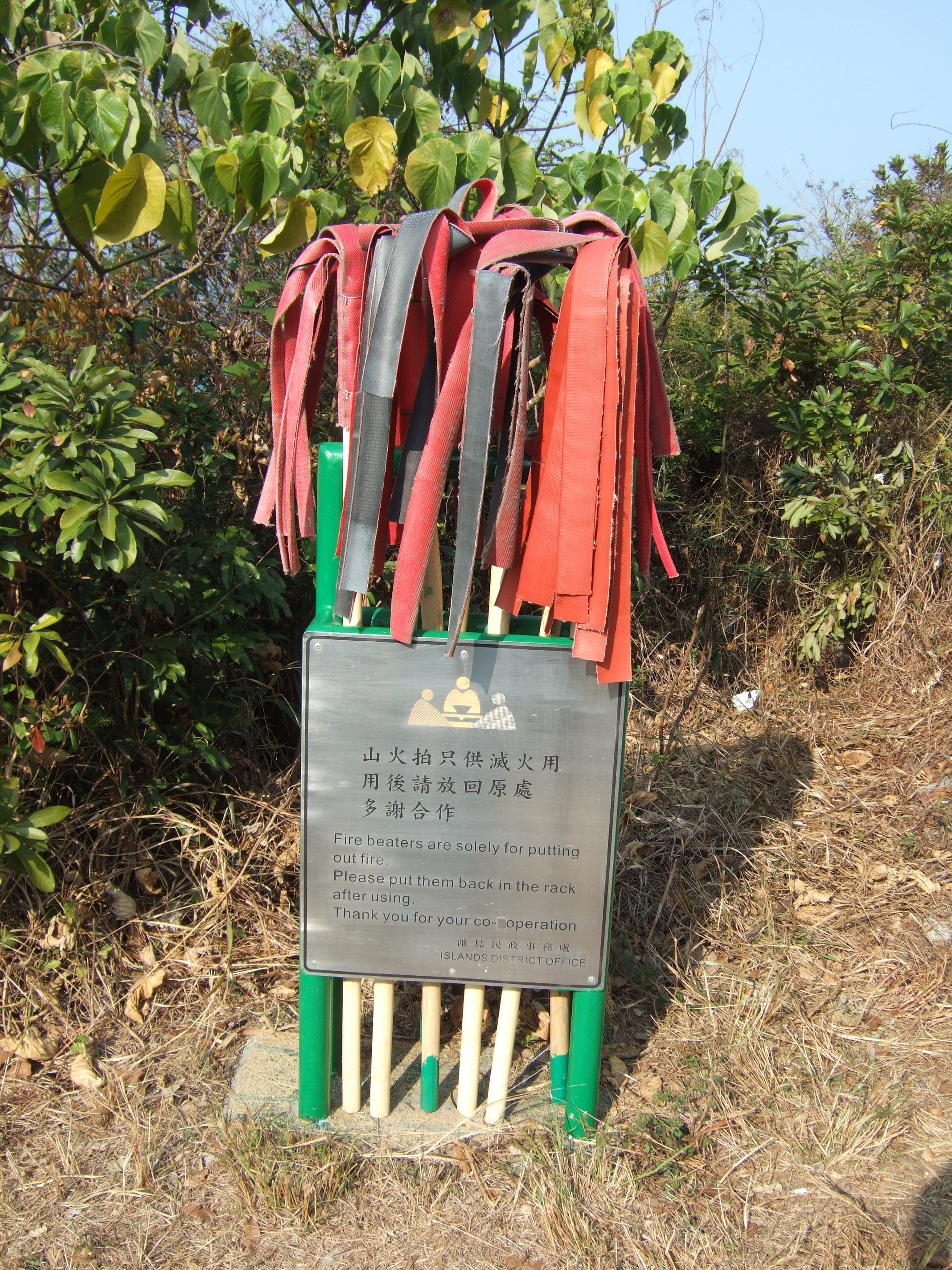
在香港長洲放置的山火拍

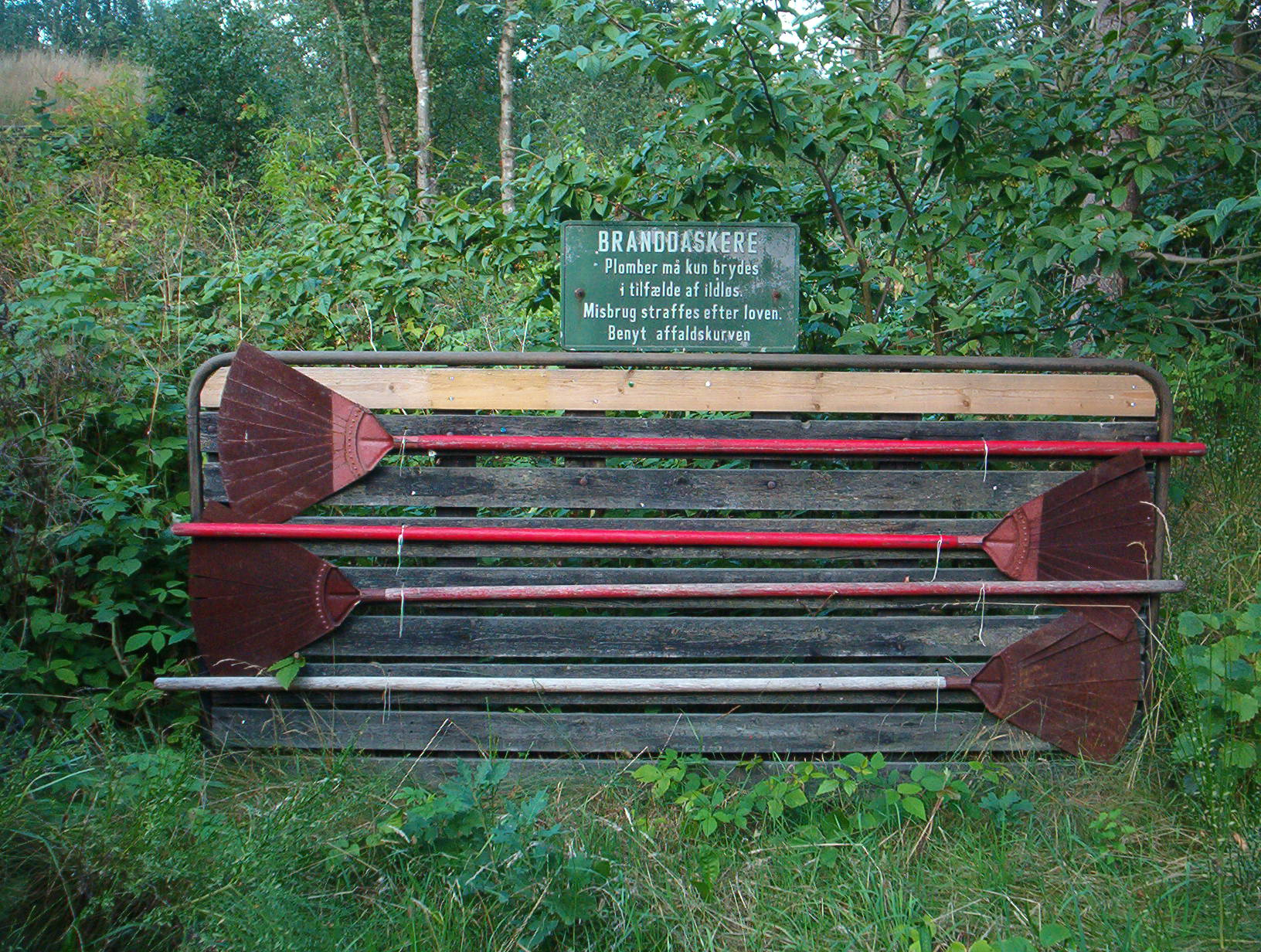
山火拍被放置在丹麥一處戶外地點

山火拍，又稱火拍或滅火拍，是一種用於撲滅山火的工具。山火拍的外觀與掃把相似，其中一端設有供握持用的棍棒狀手柄，通常使用木材製造，或採用以合成材料披覆的金屬長桿製造，另一端則裝有拍打火焰用的拍體，通常使用具有防火功能的布條製造，或以鋼絲編織而成。
山火拍常用於撲滅山林的火災，其優點是無須水源供應，結構簡單，而且成本低廉，可長期放在戶外因應突發的火災。然而，山火拍是主要以人力操作的滅火工具，滅火的範圍有限，主要應付在地面焚燒的雜草，即使較少規模的火災，都要多人一起合力使用才能有效；山火拍對於撲滅正在焚燒的高大樹木沒有作用，一旦火勢蔓延或面對較大規模的山火，山火拍是無法取代鋪設喉管射水灌救，甚至須要召喚飛機協助滅火。雖然山火拍滅火範圍有限，但因為易於攜帶和保存，所以仍是一種有用的滅火工具，特別是山火剛剛發生，仍未擴散的時候，以山火拍及時撲滅火種，可有效防止火種惡化為山林大火。

## 使用
使用山火拍的時候，用家要以雙手握持山火拍的手柄，並向火焰的底部反复進行拍打，直至火焰熄滅。因為山林往往長滿雜草，而雜草又常圍著大型樹木生長，所以用山火拍撲滅起火焚燒的雜草，有助阻止火勢蔓延。由於一般山火的燃料主要是來自植物，包括在地面生長的雜草，一般不會含有汽油等石化燃料，如果有效阻止氧氣供給助燃，便可令火焰熄滅，而且被焚燒過的雜草，較少會再度起火，透過撲滅雜草的火焰，可阻止火勢擴散。即使處理較大型的山火，消防人員除了使用手提滅火器滅火、鋪設喉管射水灌救及召喚直升機協助外，由於山火拍易於攜帶，又無須水源供給，所以消防人員仍會使用山火拍阻止在地表的雜草繼續焚燒，防止火勢蔓延。山火拍只可用於撲滅山火，並不可用於石化燃料、電氣設備或家居的火災。

## 放置
山火拍無須水源供應即可使用，而且結構簡單，容易存放，成本又低，所以可長期放置在郊區，以備爭取在火勢剛開始階段，把火種及時撲滅，防止火勢蔓延為山林大火。山林或郊區的管理部門，常把山火拍存放在郊野地區，以便山火發生初期可及時使用。香港的郊區和墳場，政府都放置了山火拍，以便及時把導致山火的火種撲滅。